# Stachanovisme

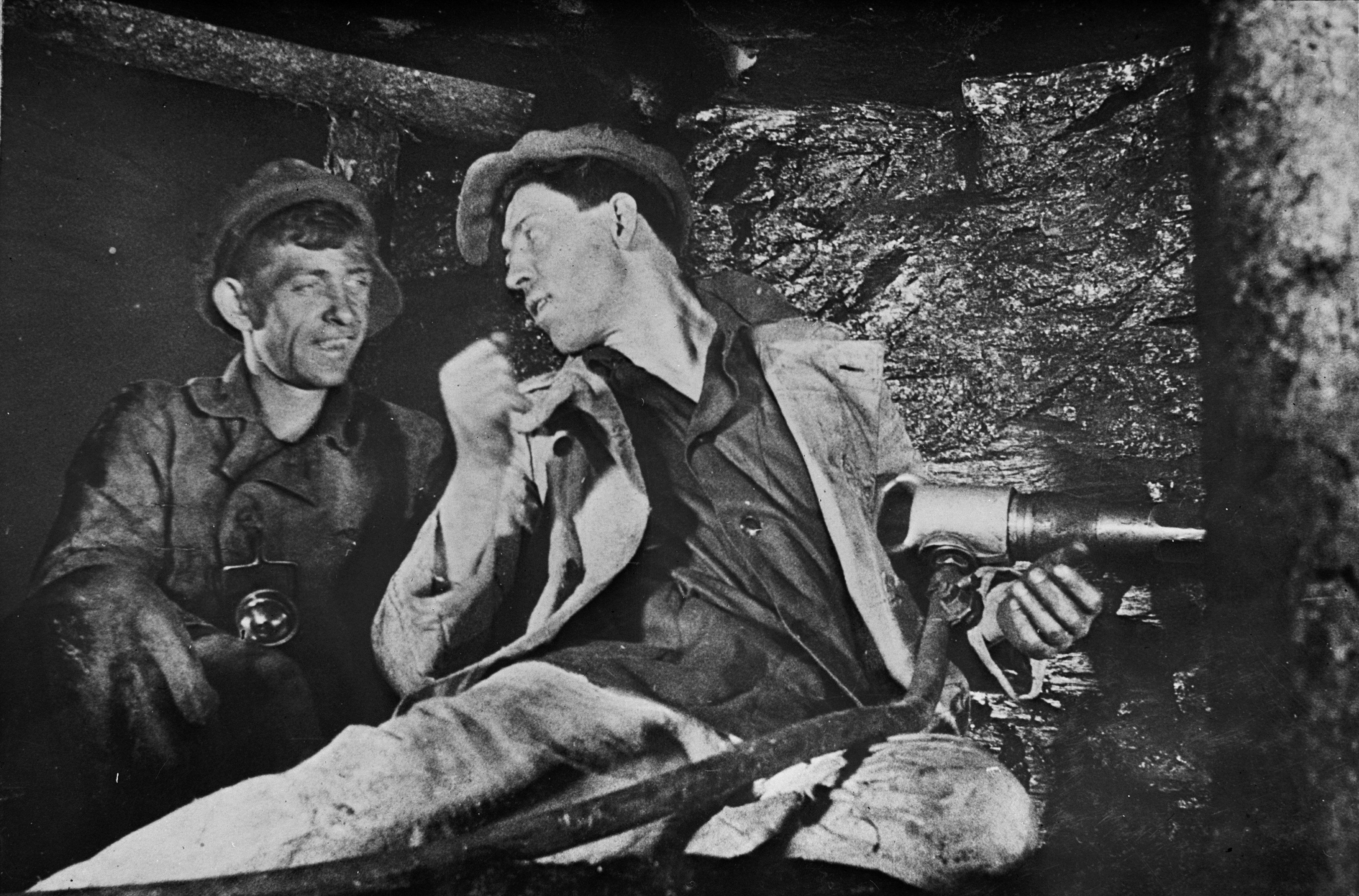
Aleksej Stachanov en een collega mijnwerker

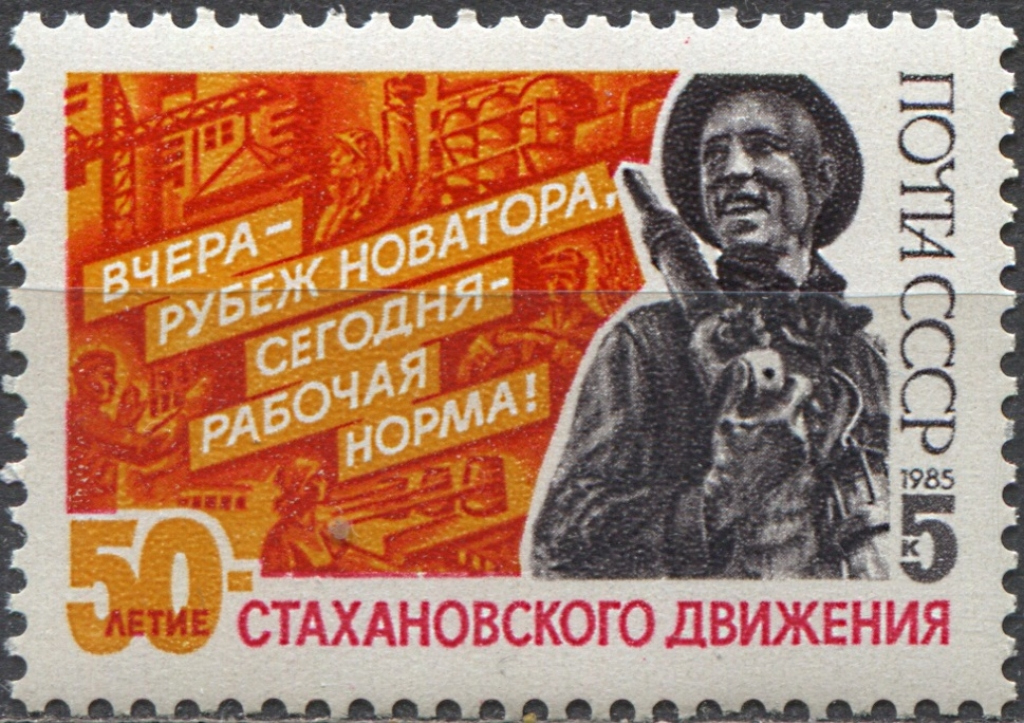
50 Jaar Stachanov-beweging (postzegel van de Sovjet-Unie, 1985)

De Stachanov-beweging (Russisch: стахановское движение) of het stachanovisme was een beweging van arbeiders die zijn oorsprong vond in de Sovjet-Unie en die socialistische mededinging en rationalisatie van processen op de werkplek aanmoedigde. 
De stachanovisten (стахановцы) modelleerden zichzelf naar Aleksej Stachanov, een mijnwerker die in de jaren 1930 bekendheid verwierf door zijn uitzonderlijke productiviteit. Stachanov werd gepresenteerd als een modelarbeider die zijn quota aanzienlijk overtrof en werd geprezen als een voorbeeld voor anderen om zijn werkethiek en toewijding aan de Sovjetproductie. De stachanovisten waren trots op hun vermogen om meer te produceren dan verwacht werd door harder en efficiënter te werken, waardoor ze bijdroegen aan het algemeen belang en het versterken van de socialistische staat. De beweging begon in de kolenindustrie, maar verspreidde zich later naar vele andere industrieën in de Sovjet-Unie. Aanvankelijk populair, stuitte het uiteindelijk op weerstand omdat de hogere productiviteit leidde tot hogere eisen aan de werknemers.
Het idee was om het werk van Stachanov te gebruiken als propaganda om anderen aan te moedigen zijn productiviteit na te streven. Het stachanovisme was een poging om een cultuur van zeer hoge arbeidsproductiviteit te bevorderen, waarbij de nadruk werd gelegd op het overschrijden van productiequota en het bijdragen aan het socialistische ideaal.